# Les Compagnons de la peur
Les Compagnons de la peur — The League of Frightened Men dans l'édition originale américaine — est un roman policier américain de Rex Stout, publié en 1935. C’est le deuxième roman de la série policière ayant pour héros Nero Wolfe et son assistant Archie Goodwin.

## Historique
Le roman est d’abord publié en  feuilleton dans six livraisons du journal The Saturday Evening Post du 15 juin au 20 juillet 1935 sous le titre The Frightened Men. Il paraît en volume en août de la même année sous son titre actuel, The League of Frightened Men.

## Résumé
En 1909, un groupe de jeunes étudiants ont créé à Université Harvard une ligue de compagnons afin de compenser les dommages causés à Paul Chapin, un étudiant handicapé à vie à la suite d'une mauvaise plaisanterie. Des années plus tard, alors qu'ils sont tous des adultes et que Chapin est devenu un écrivain à succès, deux membres de la ligue meurent dans des circonstances troublantes. Peu après, des poèmes énigmatiques, mais où percent une menace assez évidente, sont envoyés à chacun des membres de la ligue. Chacun est persuadé, Chapin étant un écrivain, qu'il est l'auteur de ces missives et qu'il cherche ainsi à se venger. 
Andrew Hibbard, un des compagnons de la ligue, est terrorisé. Il propose à Nero Wolfe d’enquêter sur l’infirme, ce que le détective lui refuse. Mais quand il disparaît, Wolfe met Archie Goodwin sur l'affaire, alors que les autres membres de la ligue vivent dans la peur. Peu après fait irruption dans le bureau de Wolfe, Dora, l'épouse de Chapin, le cou tailladé de sévères coups de couteau. 
Et la série noire ne s'arrête pas là : un autre membre de la ligue est assassiné dans le hall de son appartement, alors que sa femme et ses domestiques sont présents. Pourtant, lorsque Chapin est accusé de ce crime et emprisonné, voilà que Wolfe et Archie mettent tout en œuvre pour le disculper.

## Particularités du roman
- Dans ce roman, Nero Wolfe fait une de ses rares sorties hors de son appartement new-yorkais, un événement surprenant qui bouleverse son bras droit Archie Goodwin, puisque son patron a accepté de se déplacer parce qu'il croyait pouvoir lui sauver la vie.

- Le titre français du roman, paru en 1936 aux éditions Gallimard, a inspiré en 1942 au peintre surréaliste belge René Magritte un tableau[1] conservé aux Musées royaux des beaux-arts de Belgique.

## Éditions
Édition originale en anglais
- (en) Rex Stout, The League of Frightened Men, New York, Farrar & Rinehart, 1935

Éditions françaises
- (fr) Rex Stout (auteur) et Edmond Michel-Tyl (traducteur), Les Compagnons de la peur [«  The League of Frightened Men  »], Paris, Éditions Gallimard, coll. « Le Scarabée d’Or no 26 », 1939, 221 p. (BNF 31411482)
- (fr) Rex Stout (auteur) et Edmond Michel-Tyl (traducteur), Les Compagnons de la peur [«  The League of Frightened Men  »], Paris, Fayard, coll. « L’Homme aux orchidées no 5 », 1949, 224 p. (BNF 32449189)
- (fr) Rex Stout (auteur) et Edmond Michel-Tyl (traducteur), Les Compagnons de la peur [«  The League of Frightened Men  »], Paris, Union générale d’éditions, coll. « 10/18 no 1967 », 1988, 251 p. (BNF 34988847)
- (fr) Rex Stout (auteur) et Pascal Aubin (traducteur), Les Compagnons de la peur [«  The League of Frightened Men  »], « in » Rex Stout, vol. 1, Paris, Librairie des Champs-Élysées, coll. « Les Intégrales du Masque », 1996, 944 p. (ISBN 2-7024-2422-8, BNF 35852905)
  - Ce volume omnibus réunit les romans suivants dans des traductions intégrales pour la première fois en français :  Fer-de-lance, Les Compagnons de la peur, La Bande élastique, La Cassette rouge
- (fr) Rex Stout (auteur) et Pascal Aubin (traducteur), Les Compagnons de la peur [«  The League of Frightened Men  »], Paris, Édition du Masque, coll. « Masque poche no 63 », 2015, 392 p. (ISBN 978-2-7024-4088-9, BNF 44310134)

## Adaptation cinématographique
- 1937 : The League of Frightened Men, film américain réalisé par Alfred E. Green, d’après le roman Les Compagnons de la peur, avec Walter Connolly dans le rôle de Nero Wolfe, et Lionel Stander dans celui d’Archie Goodwin.

## Sources
- André-François Ruaud. Les Nombreuses Vies de Nero Wolfe - Un privé à New York, Lyon, Les moutons électriques, coll. Bibliothèque rouge, 2008  (ISBN 978-2-915793-51-2)
- J. Kenneth Van Dover. At Wolfe's Door: The Nero Wolfe Novels of Rex Stout, 2e édition, Milford Series, Borgo Press, 2003  (ISBN 0-918736-51-X).